# Carlos Deltour
Carlos Deltour (* 8. April 1864 in Guadalajara, Mexiko; † 29. Mai 1920 in Cambo-les-Bains) war ein französischer Ruderer.

## Biografie
Carlos Deltour, der zweifacher Europameister war, trat bei den Olympischen Sommerspielen 1900 in Paris in der Regatta im Zweier mit Steuermann an. Dort gewann er mit Antoine Védrenne und Steuermann Paoli die Bronzemedaille.